# Habronattus aztecanus
Habronattus aztecanus là một loài nhện trong họ Salticidae.
Loài này thuộc chi Habronattus. Habronattus aztecanus được Richard C. Banks miêu tả năm 1898.